# Aral (Chiny)
Aral lub Ala’er (chiń. upr. 阿拉尔; chiń. trad. 阿拉爾; pinyin Ālā’ěr; ujg. ئارال, Aral) – miasto o statusie podprefektury w północno-zachodnich Chinach, w regionie autonomicznym Sinciang, w Kotlinie Tarymskiej. Około 151 tys. mieszkańców.